# Enal Meda 1944-1945
Questa pagina raccoglie le informazioni riguardanti l'Enal Meda nelle competizioni ufficiali della stagione 1944-1945.

## Stagione
Il Presidente Gino Fogliano abbandonò la presidenza lasciando la squadra in balia degli eventi bellici. Fu il comandante dell'aviazione tedesca di stanza a Camnago ad iscrivere la squadra al Torneo Benefico con la nuova denominazione Dopolavoro Luftwaffe Meda.
A liberazione avvenuta e abolite tutte le organizzazioni fasciste, la denominazione "Dopolavoro" fu tramutato in Enal e la squadra allenata dal Musmeci riuscì a portare a termine il torneo accontendandosi dell'ultimo posto in classifica.

## Rosa
| N. |                   | Ruolo | Calciatore        |
| -- | ----------------- | ----- | ----------------- |
|    | Italia (bandiera) | D     | Giovanni Brioschi |
|    | Italia (bandiera) | D     | Enrico Brustia    |
|    | Italia (bandiera) | A     | Franco Canali     |
|    | Italia (bandiera) | A     | Felice Como       |
|    | Italia (bandiera) | A     | Fumagalli         |
|    | Italia (bandiera) | A     | Luigi Gallanti    |
|    | Italia (bandiera) | A     | Carlo Longhi      |
|    | Italia (bandiera) | A     | Filippo Marelli   |

| N. |                   | Ruolo | Calciatore       |
| -- | ----------------- | ----- | ---------------- |
|    | Italia (bandiera) | P     | Angelo Mariani   |
|    | Italia (bandiera) | C     | Ettore Mussi     |
|    | Italia (bandiera) | A     | Enrico Pirovano  |
|    | Italia (bandiera) | D     | Carlo Sangiorgio |
|    | Italia (bandiera) | A     | Fausto Strada    |
|    | Italia (bandiera) | C     | Mario Tagliabue  |
|    | Italia (bandiera) | C     | Mario Trezzi     |
|    | Italia (bandiera) | C     | Giuseppe Vismara |